# Coro Concordia
El coro Concordia es un coro uruguayo de adultos con sede en la ciudad de Nueva Helvecia. Es la agrupación vocal en actividad más antigua del país.

## Orígenes
La agrupación nació en 1905 con la denominación de «coro femenino Helvecia». Años más tarde, en julio de 1915, pasó a integrarse también por varones —integración mixta que conservaría de allí en más—, y a denominarse «coro mixto Concordia».

## Instrumentos
El primer instrumento que acompañó las voces fue un armonio de fuelle, propiedad de la escuela pública donde nació la agrupación y que fuera lugar de reunión para sus ensayos durante los primeros años.

## Centenario
El coro festejó en 2015 sus 100 años, evento que fue declarado de interés departamental por la Intendencia de Colonia.